# Bitka pri Rhode Islandu
Bitka pri Rhode Islandu (znana tudi kot bitka pri Quaker Hillu) se je odvijala 29. avgusta 1778. Sile kontinentalne vojske in milice pod poveljstvom generalmajorja Johna Sullivana so oblegale britanske sile v Newportu na Rhode Islandu na otoku Aquidneck, vendar so končno opustile obleganje in se umikale na severni del otoka. Britanci so nato izvedli izpad, podprti z nedavno prispelimi ladjami Kraljeve mornarice in napadli umikajoče se Američane. Bitka se je končala neodločeno, vendar so se kontinentalne sile umaknile na celino in pustile otok Aquidneck v britanskih rokah.
Bitka je bila prvi poskus sodelovanja med francoskimi in ameriškimi silami po vstopu Francije v vojno kot ameriške zaveznice. Operacije proti Newportu so bile načrtovane v povezavi s francosko floto in četami, vendar so bile delno preprečene zaradi težkih odnosov med poveljniki, pa tudi zaradi nevihte, ki je poškodovala tako francosko kot britansko floto tik pred začetkom skupnih operacij. Bitka je bila pomembna tudi zaradi sodelovanja 1. polka Rhode Islanda, večrasne enote pod poveljstvom polkovnika Christopherja Greenea.